# Andalgalá
Andalgalá es una ciudad del centro norte de la provincia argentina de Catamarca, y capital del Departamento homónimo; a 248 km al norte de la capital provincial San Fernando del Valle de Catamarca. También denominado "La Perla del Oeste Catamarqueño".

## Geografía
Constituye un oasis regado por el río Andalgalá, al pie de las estribaciones más meridionales de la Sierra de Aconquija, cubiertas de selva subtropical, y al norte del Campo de Belén, un espacio desértico que contiene al Salar de Pipanaco.
Las principales producciones son (membrillo, durazno, nogal, vid, aceituna, algodón, semillas de papa, especias (comino, anís, pimentón), ganado caprino y ovino,  dulces regionales, comidas regionales, artesanías en piedra Rodocrosita, artesanías en cuero, artesanías en madera.
Es la ciudad de donde se extrae para la venta, importación y exportación de la piedra semipreciosa rodocrosita (gema nacional de Argentina), que es extraída de Minas Capillitas (Distrito Minas).
En los últimos tiempos esta localidad se ha vuelto famosa por la oposición de algunos de sus habitantes a la minería a cielo abierto. Que se reúnen todos los sábados en la plaza principal para manifestarse
 y los proyectos a quererse llevar a cabo, como son Agua Rica y Pilciao 16.
La Cuesta de Minas Capillitas, es la más larga de Latinoamérica y se encuentra a casi 3000 m s. n. m.
La Carta Orgánica municipal fue sancionada en 2005. El municipio se divide en los distritos: distritos Amanao, Plaza, Chaquiago, Choya, El Potrero, Huaco, Huachaschi, Julumao, Malli I, Malli II, Minas y Villavil.
Dependen del municipio las comunas de (con delegados comunales a su frente): Chaquiago Norte, Chaquiago Sur, Huachaschi Norte, Huachaschi Sur, Huaco, La Aguada, Malli Norte, Malli Sur, Villavil, El Potrero, Julumao Sur, Capillanía, Choya.

## Toponimia
El nombre en quechua significa tanto "Señor de la Liebre del alto" como "Señor de la Montaña".

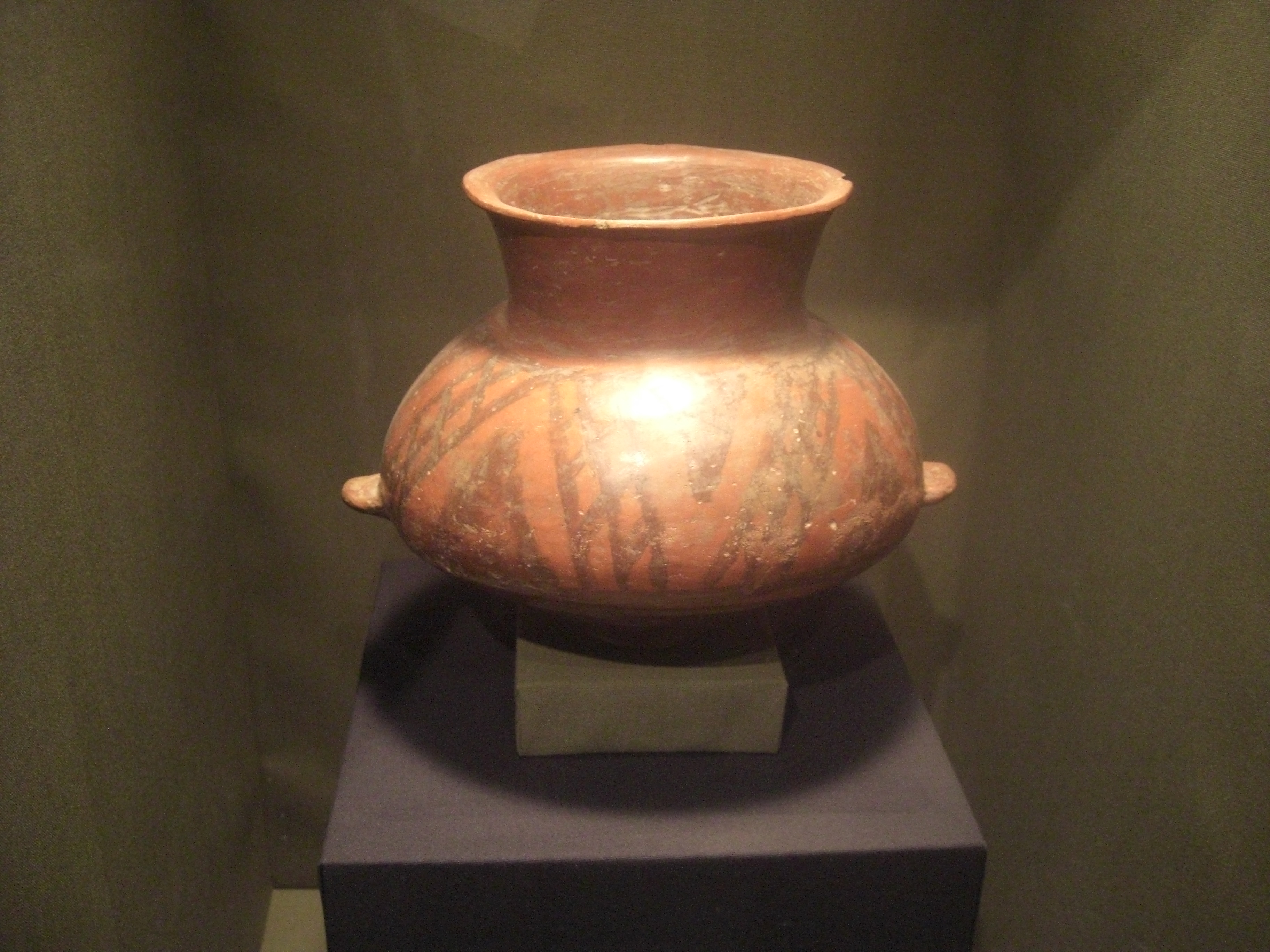
Vasija, estilo Famalabasto, recogida en la zona, hoy es parte de la colección del Museo de La Plata

## Historia
El territorio fue habitado por las naciones diaguitas y calchaquíes, muy defensores de su identidad y de su territorio, que retardaron la conquista hispánica, el que tras dos intentos fallidos, se concretó el 12 de julio de 1658 con la fundación del fuerte de San Pedro de Mercado, durante la 2.ª Guerra Calchaquí. A fines del siglo XVIII sus campos ya tenían feudatarios y en 1740 se formó en Huasán el enorme mayorazgo de los Díaz de la Peña. Adquirió la categoría de ciudad en 1952. En el entonces Fuerte de Andalgala, se crio y aprendió las primeras letras el general Gregorio Aráoz de Lamadrid, quien recuerda en su memoria la hacienda con viñedos de sus tíos Don Manuel de la Madrid y Doña Bonifacia Díaz de la Peña.

## Accesos
Se accede desde la capital provincial por la Ruta Nacional 38 hacia el sur, Ruta Nacional 60 y Ruta Provincial 46 (248 km, todo pavimentado) y 228 km por RN 38, RP 9, RP 1 y RP 48 (132 km de pavimento y 96 km de consolidado).

A poca distancia del centro de la localidad, existe un pequeño aeródromo, no habilitado para vuelos comerciales de pasajeros.

## Población
Cuenta con 16,513 habitantes (Indec, 2022), lo que representa un incremento del 32,24% frente a los 12,287 habitantes (Indec, 2010) del censo anterior.
| Gráfica de evolución demográfica de Andalgalá entre 1980 y 2022 |
|                                                                 |
| Fuente: Censos nacionales del INDEC                             |

## Clima
Andalgalá posee la menor velocidad del viento (tanto la media mensual [1,5 km/h, en mayo]  como anual [con 2,7 km/h]) de la Argentina.
TEMPERATURAS
| Parámetros climáticos promedio de Andalgalá (1901–1960) | Parámetros climáticos promedio de Andalgalá (1901–1960) | Parámetros climáticos promedio de Andalgalá (1901–1960) | Parámetros climáticos promedio de Andalgalá (1901–1960) | Parámetros climáticos promedio de Andalgalá (1901–1960) | Parámetros climáticos promedio de Andalgalá (1901–1960) | Parámetros climáticos promedio de Andalgalá (1901–1960) | Parámetros climáticos promedio de Andalgalá (1901–1960) | Parámetros climáticos promedio de Andalgalá (1901–1960) | Parámetros climáticos promedio de Andalgalá (1901–1960) | Parámetros climáticos promedio de Andalgalá (1901–1960) | Parámetros climáticos promedio de Andalgalá (1901–1960) | Parámetros climáticos promedio de Andalgalá (1901–1960) | Parámetros climáticos promedio de Andalgalá (1901–1960) |
| Mes                                                     | Ene.                                                    | Feb.                                                    | Mar.                                                    | Abr.                                                    | May.                                                    | Jun.                                                    | Jul.                                                    | Ago.                                                    | Sep.                                                    | Oct.                                                    | Nov.                                                    | Dic.                                                    | Anual                                                   |
| ------------------------------------------------------- | ------------------------------------------------------- | ------------------------------------------------------- | ------------------------------------------------------- | ------------------------------------------------------- | ------------------------------------------------------- | ------------------------------------------------------- | ------------------------------------------------------- | ------------------------------------------------------- | ------------------------------------------------------- | ------------------------------------------------------- | ------------------------------------------------------- | ------------------------------------------------------- | ------------------------------------------------------- |
| Temp. máx. abs. (°C)                                    | 43.4                                                    | 43.1                                                    | 39.9                                                    | 38.7                                                    | 36.3                                                    | 35.3                                                    | 37.2                                                    | 39.3                                                    | 39.9                                                    | 42.2                                                    | 41.9                                                    | 43.3                                                    | 43.4                                                    |
| Temp. máx. media (°C)                                   | 33.7                                                    | 32.3                                                    | 30.1                                                    | 26.2                                                    | 21.7                                                    | 18.3                                                    | 18.7                                                    | 21.5                                                    | 25.5                                                    | 28.9                                                    | 31.9                                                    | 33.7                                                    | 26.9                                                    |
| Temp. media (°C)                                        | 26.0                                                    | 25.0                                                    | 22.9                                                    | 18.7                                                    | 14.4                                                    | 11.0                                                    | 11.0                                                    | 13.3                                                    | 17.2                                                    | 20.6                                                    | 23.6                                                    | 25.5                                                    | 19.1                                                    |
| Temp. mín. media (°C)                                   | 18.4                                                    | 17.7                                                    | 15.7                                                    | 11.3                                                    | 7.2                                                     | 3.7                                                     | 3.3                                                     | 5.2                                                     | 8.9                                                     | 12.3                                                    | 15.4                                                    | 17.4                                                    | 11.4                                                    |
| Temp. mín. abs. (°C)                                    | 8.7                                                     | 9.1                                                     | 4.8                                                     | -1.8                                                    | -3.1                                                    | -4.7                                                    | -6.2                                                    | -5.7                                                    | -2.5                                                    | 1.7                                                     | 2.1                                                     | 4.9                                                     | -6.2                                                    |
| Precipitación total (mm)                                | 75.5                                                    | 64.8                                                    | 45.7                                                    | 15.8                                                    | 8.4                                                     | 4.4                                                     | 5.4                                                     | 5.2                                                     | 4.8                                                     | 13.7                                                    | 18.7                                                    | 35.3                                                    | 297.5                                                   |
| Horas de sol                                            | 291                                                     | 234                                                     | 248                                                     | 223                                                     | 230                                                     | 176                                                     | 205                                                     | 223                                                     | 254                                                     | 275                                                     | 273                                                     | 264                                                     | 2897                                                    |
| Humedad relativa (%)                                    | 53.0                                                    | 60.2                                                    | 62.8                                                    | 64.2                                                    | 64.3                                                    | 63.5                                                    | 55.2                                                    | 48.2                                                    | 46.7                                                    | 50.0                                                    | 50.2                                                    | 51.7                                                    | 55.8                                                    |
| Fuente n.º 1: Secretaria de Mineria                     |                                                         |                                                         |                                                         |                                                         |                                                         |                                                         |                                                         |                                                         |                                                         |                                                         |                                                         |                                                         |                                                         |
| Fuente n.º 2: FAO (sun only)                            |                                                         |                                                         |                                                         |                                                         |                                                         |                                                         |                                                         |                                                         |                                                         |                                                         |                                                         |                                                         |                                                         |

## Economía
En octubre de 2024 se anunció la construcción de un parque solar de MSU Argentina en Andalgalá con una potencia de 90MW, cuya apertura está prevista para 2025.

## Atractivos turísticos
- Plaza central – Iglesia neogótica – Museo Arqueológico Provincial – Casa Cisneros – Casa Museo de Julumao (perteneciente al escritor nativo Rodolfo Vargas Aignasse) - Museo Privado Malli – Exestación del ferrocarril "Vieja estación de Huaco" - Plaza de Chaquiago - Pasarela de Choya- El olivo más antiguo (400 años)- Las ruinas de Muschaca - Ruinas de El Pucará - Minas Capillitas - Cumpleaños de Andalgalá (12 de julio) - Carnaval (febrero) - Discos y Pubs – Autocamping y balneario La Aguada – Autocamping El Potrero - Autocamping La Toma - Mayorazgo de Huasán - Fiesta Nacional e Internacional del Fuerte de Andalgalá (enero).[8]

## Parroquias de la Iglesia católica en Andalgalá
| Diócesis  | Catamarca             |
| --------- | --------------------- |
| Parroquia | San Francisco de Asís |